# Catedral de Chachapoyas
La Catedral de Chachapoyas (también conocida como Catedral San Juan Bautista) es un edificio religioso afiliado a la Iglesia católica Está ubicado en la plaza mayor de Chachapoyas, la capital de la provincia de Chachapoyas, en el departamento de Amazonas, al norte del país sudamericano de Perú.
El 2 de junio de 1843 se otorga al templo el rango de Catedral. Se trata de la iglesia madre de la Diócesis de Chachapoyas (Diœcesis Chachapoyasensis) que fue creada en 1803 como diócesis de Maynas y fue renombrada en 1843 mediante la bula "Ex sublimi Petri" del papa Gregorio XVI.
El edificio antiguo fue reconstruido en 1928 y luego modernizado en la década de los 70 pero fue remodelado una vez más en 2010 devolviendole su estilo original.
Esta bajo la responsabilidad pastoral del obispo Emiliano Antonio Cisneros Martínez.